# The Atom
The Atom is een Amerikaanse dramafilm uit 1918 onder regie van Frank Borzage.

## Verhaal
De acteur Montague Booth raakt verminkt in een ongeluk en zowel het publiek als zijn vriendin Belle Hathaway keert hem de rug toe. Hij staat op het punt zelfmoord te plegen, maar hij wordt op het nippertje gered door de dienstmeid Jenny. Ze reizen mee met een rondtrekkende verkoper van wondermiddeltjes en gaan dan op een boerderij wonen. Als Belle hoort van het financiële succes van Montague, wil ze zijn geld stelen en de schuld in de schoenen van Jenny schuiven. 

## Rolverdeling
| Acteur          | Personage      |
| --------------- | -------------- |
| Pauline Starke  | Jenny          |
| Belle Bennett   | Belle Hathaway |
| Harry Mestayer  | Montague Booth |
| Ruth Handforth  | Juffrouw Miggs |
| Walter Perkins  | Oldson         |
| Lincoln Stedman | Ethelbert      |
| Eugene Burr     | Benson         |
| Tom Buckingham  | Jerry          |